# Marija in otrok s štirimi angeli
Marija in otrok s štirimi angeli je majhna slika staronizozemskega umetnika Gerarda Davida v olju na leseni tabli. Verjetno dokončana med letoma 1510 in 1515, prikazuje Devico Marijo, ki drži otroka Jezusa, medtem ko jo dva angela nad njo kronata za nebeško kraljico, skupaj z glasbo, ki jo priskrbita še dva angela, postavljena na obe strani. V svojih natančnih podrobnostih in bujni uporabi barv je delo značilno za Davida in flamsko umetnost poznega obdobja.
Na sliko močno vpliva Marija z otrokom pri vodnjaku Jana van Eycka, zlasti pri modeliranju Marije in otroka. Vendar je David uvedel številne pomembne spremembe , vključno s širitvijo slikovnega prostora, postavitvijo dveh dodatnih angelov in postavitvijo prizora v sodobnem okolju s pogledom na Brugge v daljavi. Van Eyckova tabla je bila pod močnim vplivom konvencij bizantinske umetnosti in je verjetno sama po sebi mešanica določenih del. Vendar je slika sredi renesanse humanizirala Marijo in otroka; v prejšnjih delih so bile figure matere in otroka predstavljene kot oddaljena in odmaknjena božanstva. V Davidovi tabli sta povsem človeška in prepoznavna kot ljubeča in navezana mati in sin.
Marija z otrokom s štirimi angeli je od njegove donacije iz zasebne zbirke leta 1977 shranjena v Metropolitanskem muzeju umetnosti v New Yorku. David je sliko napisal z besedami  IHESVS [RE] DEMPT [OR]  ('Jezus Odrešenik') na stebre.

## Opis
Naslikana je za zasebno pobožnost in prikazuje Marijo v polni velikosti, ki drži Jezusa. Mati in sin sta obkrožena s štirimi angeli; dva nad Marijo sta okrašena z velikimi pisanimi krili in imata zlato krono, ki simbolizira njeno vlogo nebeške kraljice , druga dva, ki imata velika krila, pa sedita na obeh straneh in igrata na harfo oziroma na lutnjo. Prizor se odvija pod gotskim obokom na obzidanem vrtu - namenjen predstavitvi Marijine čistosti in nedolžnosti - in pred pogledom na sodobni Brugge.
Poslikano na les z ozkim, finim čopičem, je delo nenavadno živahno in podrobno. Marija ima dolge zvite svetle lase, katerih prameni so natančno podrobno naslikani z izjemno tankimi potezami čopiča. Nosi močno nagubano rdečo obleko, obrobljeno z natančno opisanimi zlatimi šivi, ki so tako nežno vtkani v obrobe obleke, da jih pri reprodukciji običajno ni videti. Jezus je zavit v belo pregrinjalo, nekaj pa ga visi pod njim v navpičnih gubah , katerih vrstice se nadaljujejo v gubah Marijine obleke. Angela na desni in levi nosita temno zeleno in svetlo modro obleko.
Vse figure so zelo idealizirane, značilne za umetnost tega obdobja; naturalizem je opuščen v prid podolgovatim figuram, ki so v tem delu nesorazmerne med seboj. Marija je veliko večja od angelov, kar ji doda nenaravno, eterično nebeško prisotnost. Oči vseh figur so obrnjene od gledalca; samo otrok Jezus gleda naravnost iz slike. Delo je zelo simetrično; dve osrednji figuri uravnotežita dva para angelov, razporejena na obeh straneh; Jezus zasede mrtvo središče slike; in vrt je uravnotežen s črtami poti, ki jih vidimo na obeh straneh Marije. Cerkev na desni strani je uravnotežena s hribom skrajno levo.
Cerkve Sint-Jakobs in Onze-Lieve-Vrouw se lahko prepozna v mestni krajini zunaj vrta.  Zaradi postavitve kartuzijanskega meniha, ki se sprehaja pod drevesom na vrtu za glavnimi figurami, je verjetno, da je delo naročil član njihovega samostana Genadedal v Sint-Kruisu izven Bruggea. Verjetno je bila slika osrednja tabla triptiha ali majhne oltarne slike, ki je bila v nekem obdobju razbita. Ugibalo se je, da se je obok nad Marijo morda razširil na dve stranski plošči.
V zgodnjih 1500-ih je bil vpliv Jana van Eycka na vrhuncu in David je svojo sliko močno opiral na van Eyckovo pozno delo Devica in otrok pri vodnjaku. Zaradi priljubljenosti in povpraševanja po nabožnih slikah za zasebno bogoslužje je format številnih biblijskih prizorov ali standardne ikonografije postal standardiziran, pogosto kopiran od prejšnjih slikarjev, še posebej, če je bila sama izvorna slika komercialno uspešna - tovrstno slikanje tabel je bilo naročeno na najvišjem koncu trga. Njegova Marija in otrok, prav tako datirana v c. 1510–15 in je danes del zasebne zbirke v Belgiji, temelji na sliki Adriaena Isenbrandta in je ena od treh skoraj enakih različic, ki jih je David naslikal v tej obliki in postavi.
David je van Eyckovemu prizorišču dodal še dva angela in postavil figure na prepoznavno sodobno lokacijo. Marijin in Jezus lik sta v obeh delih skoraj enaki, od navpičnih gub Marijine obleke, do dvignjenega kolena in rok Jezusa, pri čemer ena roka sega čez materino ramo, druga pa sega po njenem vratu. Na van Eyckova dela so vplivale ikone bizantinske umetnosti in ta vpliv se prenaša tudi na Gerardovo delo.
Umetnostni zgodovinar Maryan Ainsworth sliko opisuje kot »predan predmet za spoštovanje cenjene ikone« in verjame, da je bizantinski vpliv 'kapljal' iz Van Eycka. Vendar zagotovo ni znano, katere posebne ikone so lahko osnova za Marijo z otrokom pri vodnjaku, čeprav so bili podani predlogi, ki temeljijo na podobnosti poze in oblike, vključno s freskami v Notre Dame des Grâce v Montréalu in Santa Maria del Carmine, Neaplju. Gerard predstavlja zelo drugačno upodobitev Marije, kot jo najdemo v bizantinskih upodobitvah. Je manj oddaljeno ikonično božanstvo in bolj prepoznavno človek.

## Galerija
- To delo, ki prikazuje Marijo z otrokom, se domneva kot možen vir za Van Eyckovo Marijo z otrokom pri vodnjaku. Virgin with Child at a Fountain.
- Salus Populi Romani, bizantinska ikona Marije z otrokom. Pred letom 1240.
- Marijino kronanje, Agnolo Gaddi, 14. stoletje